# 50 grans contribuïdors de la història de l'Eurolliga
Els 50 grans contribuïdors de la història de l'Eurolliga van ser escollits el dia 3 de febrer de 2008 a Madrid, amb motiu de la celebració del 50 aniversari de la celebració de la primera Copa d'Europa de Bàsquet. La llista va ser confeccionada per un comitè d'experts presidit pel secretari general de la FIBA, Borislav Stankovic i s'hi van incloure als jugadors, entrenadors i àrbitres que hom considerava que més havien contribuït a engrandir l'Eurolliga (o els seus equivalents anteriors de màxima competició continental) en tota la història de la competició.
La llista total de nominats incloïa 105 jugadors, 20 entrenadors, i 12 àrbitres. Els finalment seleccionats, 35 jugadors, 10 entrenadors i 5 àrbitres, van ser homenatjats en el transcurs de la Final Four de l'Eurolliga, entre els dies 2 i 4 de maig de 2008.

## 35 Jugadors
- Sèrbia: 
  - Radivoj Korać (1953-1969)
  - Dražen Dalipagić (1971-1991)
  - Vlade Divac (1985-2005)
  - Aleksandar Đorđević (1985-2005)
  - Predrag Danilović (1987-2000)
  - Dejan Bodiroga (1990-2007)
- Itàlia: 
  - Aldo Ossola (1962-1980)
  - Dino Meneghin (1966-1994)
  - Pierluigi Marzorati (1970-1991, 2006)
  - Antonello Riva (1977-2002)
- Espanya: 
  - Emiliano Rodríguez (1958-1973)
  - Clifford Luyk (1958-1978)
  - Wayne Brabender (1965-1985)
  - Juan Antonio Corbalán (1971-1991)
  - Juan Antonio San Epifanio "Epi" (1976-1995)
- Croàcia: 
  - Krešimir Ćosić (1964-1983)
  - Dražen Petrović (1979-1993)
  - Dino Rađa (1984-2003)
  - Toni Kukoč (1985-2006)
- Grècia: 
  - Nikos Galis (1975-1995)
  - Panagiotis Giannakis (1976-1996)
  - Fragiskos Alvertis (1990-2009)
  - Theódoros Papalukàs (1995-2013)
- Estats Units: 
  - Walter Szczerbiak (1967-1984)
  - Bob Morse (1968-1986)
  - Bob McAdoo (1969-1993)
  - Mike D'Antoni (1969-1990)
  - Anthony Parker (1993-2012)
- Lituània: 
  - Arvydas Sabonis (1981-2005)
  - Šarūnas Jasikevičius (1994-2014)
- Rússia: 
  - Serguei Belov (1964-1980)
- Bòsnia i Hercegovina: 
  - Mirza Delibašić (1972-1983)
- Israel: 
  - Mickey Berkowitz (1971-1995)
- Argentina: 
  - Emanuel "Manu" Ginóbili (1996-2018)
- Mèxic: 
  - Manuel "Manolo" Raga (1963-1977)

### Altres jugadors nominats
- Estats Units: 
  - Miles Aiken (1960-1970)
  - Bill Bradley (1965-1966)
  - Charlie Yelverton (1968-1980)
  - Aulcie Perry (1970-1985)
  - Bruce Flowers (1975-1987)
  - Larry Wright (1975-1988)
  - Clarence Kea (1976-1994)
  - Kevin Magee (1977-1994)
  - Audie Norris (1978-1994)
  - Corny Thompson (1978-1996)
  - Dominique Wilkins (1979-1999)
  - Michael Young (1980-1996)
  - Johnny Rogers (1981-2004)
  - Joe Arlauckas (1983-2000)
  - David Rivers (1984-2001)
  - Derrick Sharp (1990-2011)
  - Marcus Brown (1992-2011)
  - Tyus Edney (1993-2010)
- Croàcia: 
  - Josip Đerđa (1958-1976)
  - Mihovil Nakić-Vojnović (1974-1988)
  - Aleksandar "Aco" Petrović (1979-1992)
  - Velimir Perasović (1984-2003)
  - Stojan "Stojko" Vranković (1985-2002)
  - Nikola Vujčić (1995-2013)
- Sèrbia: 
  - Zoran "Moka" Slavnić (1963-1983)
  - Dragan Kićanović (1966-1984)
  - Žarko Varajić (1969-1984)
  - Žarko Paspalj (1982-1999)
  - Zoran Savić (1986-2002)
  - Željko Rebrača (1991-2007)
- Espanya: 
  - Rafael Rullan (1969-1988)
  - Ignacio "Nacho" Solozábal (1975-1992)
  - Fernando Martín (1979-1989)
  - Jordi Villacampa (1980-1997)
  - Juan Carlos Navarro (1997-2018)
- Itàlia: 
  - Carlo Recalcati (1967-1979)
  - Roberto Brunamonti (1975-1996)
  - Walter Magnifico (1980-2001)
  - Riccardo Pittis (1984-2004)
- Rússia: 
  - Gennadi Volnov (1956-1973)
  - Yuri Korneev (1957-1966)
  - Vladimir Andreev (1962-1975)
  - Anatoly Myshkin (1972-1986)
- Lituània: 
  - Valdemaras Chomičius (1978-2000)
  - Rimas Kurtinaitis (1982-2006)
  - Artūras Karnišovas (1989-2002)
  - Saulius Štombergas (1991-2007)
- França: 
  - Richard Dacoury (1976-1998)
  - Stéphane Ostrowski (1979-2005)
  - Antoine Rigaudeau (1987-2005)
- Eslovènia: 
  - Ivo Daneu (1956-1970)
  - Jurij "Jure" Zdovc (1987-2003)
  - Matjaž Smodiš (1994-2013)
- Israel: 
  - Tal Brody (1961-1977)
  - Motti Aroesti (1973-1988)
  - Doron Jamchi (1984-2000)
- Letònia: 
  - Maigonis Valdmanis (1949-1963)
  - Valdis Muižnieks (1951-1969)
  - Jānis Krūmiņš (1954-1969)
- Grècia: 
  - Panagiotis Fasoulas (1981-1999)
  - Dimitris Diamandidis (1999-2016)
- Ucraïna: 
  - Vladimir Tkachenko (1973-1992)
  - Alexander Volkov (1983-1996)
- Montenegro: 
  - Duško Ivanović (1980-1996)
- Turquia: 
  - İbrahim Kutluay (1991-2009)
  - Mirsad Türkcan (1994-2012)
- Macedònia del Nord: 
  - Petar Naumoski (1989-2004)
- República Txeca: 
  - Jiří Zídek Sr. (1962-1983)
- Armènia: 
  - Armenak Alachachian (1952-1968)
- Argentina: 
  - Luis Scola (1996-Present)

## 10 Entrenadors
- Sèrbia: 
  - Aleksandar "Aca" Nikolić (1954-1984)
  - Dušan "Duda" Ivković (1978-Present)
  - Božidar "Boža" Maljković (1979-2013)
  - Želimir "Željko" Obradović (1991-Present)
- Espanya: 
  - Pedro Ferrándiz (1957-1975)
  - Manuel "Lolo" Sáinz (1972-2000)
- Rússia: 
  - Alexander Gomelsky (1954-1991)
- Estats Units: 
  - Dan Peterson (1963-1987, 2011)
- Itàlia: 
  - Ettore Messina (1989-Present)
- Israel: 
  - Pinhas "Pini" Gershon (1992-2010)

### Altres entrenadors nominats
- Itàlia: 
  - Cesare Rubini (1947-1974)
  - Alessandro "Sandro" Gamba (1973-1991)
  - Valerio Bianchini (1974-2006)
- Sèrbia: 
  - Ranko Žeravica (1958-2003)
  - Svetislav Pešić (1982-Present)
- Croàcia: 
  - Mirko Novosel (1967-1993)
  - Željko Pavličević (1985-Present)
- Espanya: 
  - Alejandro "Aíto" García Reneses (1974-Present)
- Grècia: 
  - Giannis Ioannidis (1978-2004)
- Israel: 
  - Ralph Klein (1976-1996)

## 5 Àrbitres
- Bulgària: Artenik Arabadjian
- Rússia: Mikhail Davidov
- Eslovàquia: Lubomir Kotleba
- França: Yvan Mainini
- Grècia: Costas Rigas

### Altres àrbitres nominats
- Sèrbia: Obrad Belošević
- Finlàndia: Carl Jungebrand
- Hongria: Ervin Kassai
- Polònia: Wiesław Zych
- Lituània: Romualdas Brazauskas
- Espanya: Pedro Hernández-Cabrera
- Regne Unit: David Turner